# Macella consocia
Macella consocia är en fjärilsart som beskrevs av Walker 1865. Macella consocia ingår i släktet Macella och familjen nattflyn. Inga underarter finns listade i Catalogue of Life.